# Confine tra Bosnia ed Erzegovina e Serbia
Il confine tra la Bosnia ed Erzegovina e la Serbia descrive la linea di demarcazione tra questi due Stati. Ha una lunghezza di 302 km.

## Storia

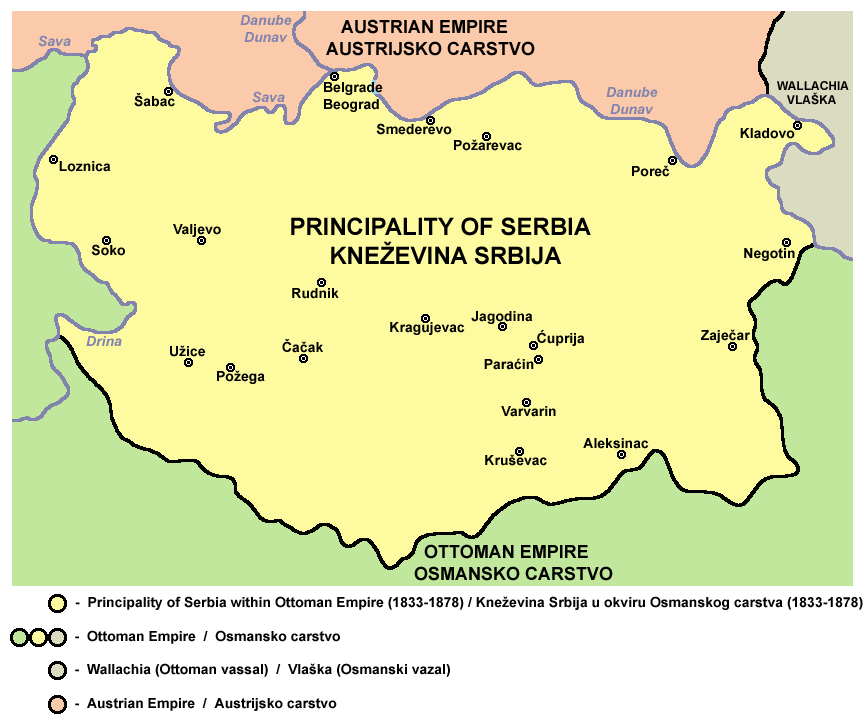
Il Principato di Serbia all'epoca del suo riconoscimento.

La prima volta che il confine fu creato risale al 1878, con un tracciato molto simile a quello attuale, quando in seguito al trattato di Berlino l'impero ottomano riconobbe l'indipendenza del Principato di Serbia (succeduto poco tempo dopo dal Regno di Serbia) e mentre le regioni dell'impero corrispondenti all'attuale Bosnia ed Erzegovina, sebbene ancora formalmente sotto il controllo ottomano, furono occupate dall'impero austro-ungarico. Il confine fu mantenuto immutato quando la Bosnia fu annessa all'Austria-Ungheria nel 1908.
Dopo la prima guerra mondiale, nel 1918, il confine scomparve in quanto i due territori furono inglobati nel Regno dei Serbi, Croati e Sloveni, mutato nel Regno di Jugoslavia prima e poi nella Repubblica Socialista Federale di Jugoslavia dopo la seconda guerra mondiale. All'interno della Repubblica Federale il tracciato segnava la separazione tra le repubbliche socialiste di Bosnia ed Erzegovina e Serbia.
Con la dissoluzione della Jugoslavia e la guerra in Bosnia ed Erzegovina nel 1992 il confine fu ripristinato e assunse il tracciato attuale nel 2006 quando il Montenegro si separò dalla Serbia.

## Il corso del confine

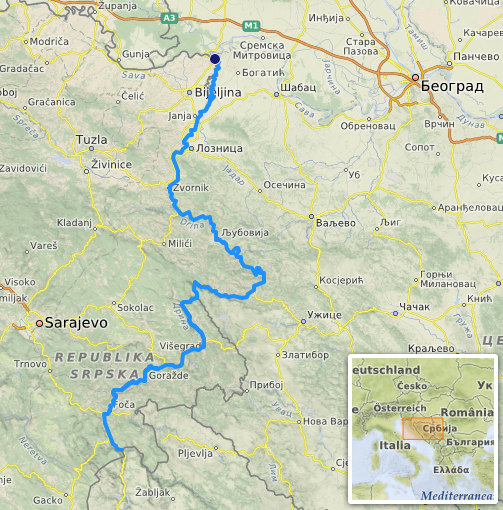
Il fiume Drina segna la maggior parte del confine.

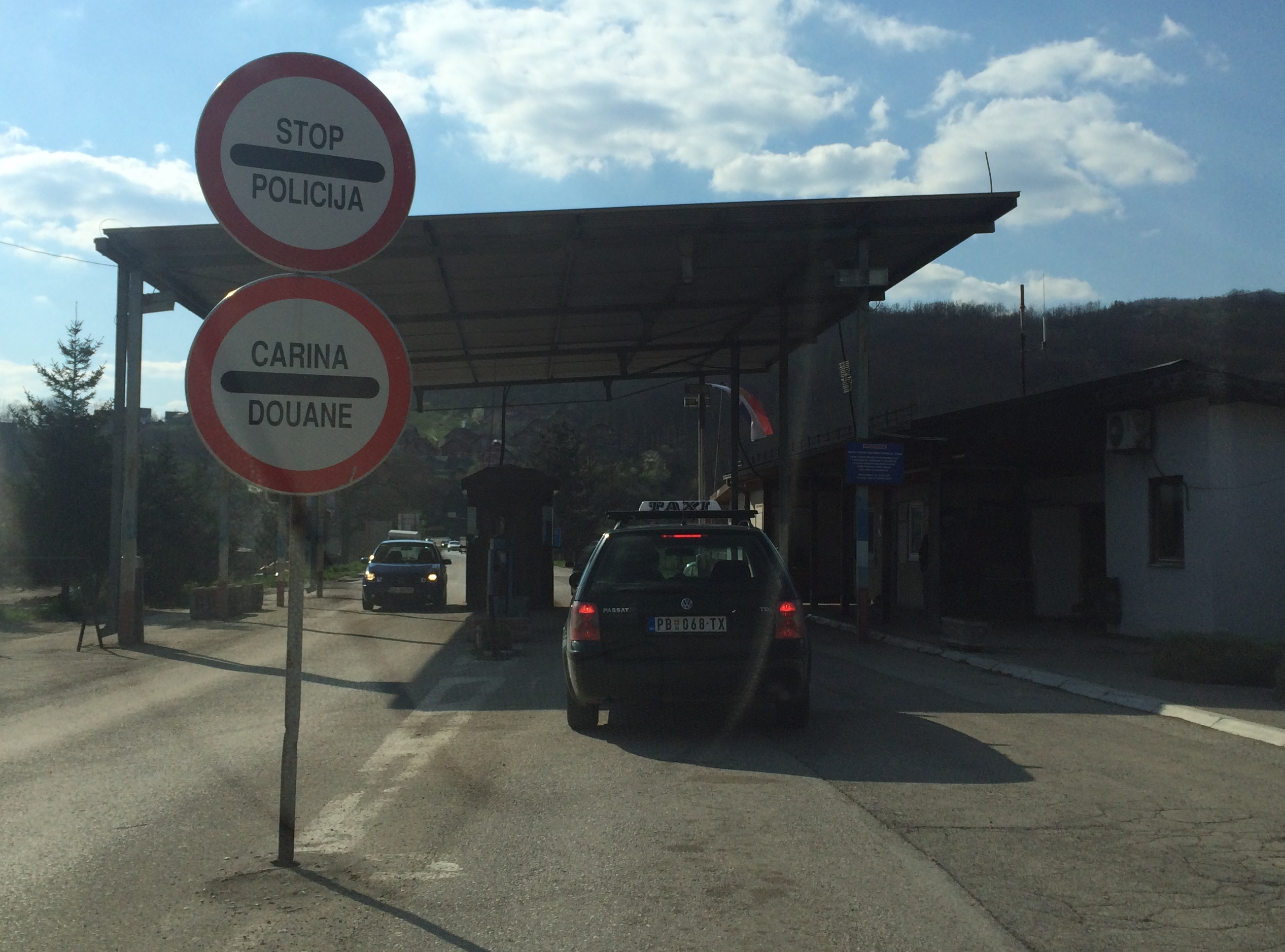
La dogana sul confine nei pressi di Rača, nel comune di Priboj, sul fiume Uvac vicino alla confluenza nel Lim.

Il confine ha inizio alla triplice frontiera tra i due Stati e la Croazia nei pressi del villaggio di Jamena e continua lungo il corso del fiume Sava verso est. Alla confluenza del fiume Drina nella Sava, il confine continua lungo il primo fiume verso sud fino a Kamenica. A questo punto il confine si stacca dal corso del fiume e continua verso sud-est, delimitando il lato sud-occidentale del parco nazionale di Tara.
La linea del confine piega poi più verso sud, attraversando le pendici superiori del monte Stolac (1.673 m s.l.m.) e il fiume Crni Rzav e raggiunge i fiumi Uvac e Lim e la periferia ovest della città di Priboj. A questo punto il confine prosegue verso ovest lungo una linea sinuosa fino al monte Javorje, oltre il quale si trova la triplice frontiera tra Bosnia ed Erzegovina, Serbia e Montenegro.

## Dispute territoriali
Esistono tuttora alcune dispute territoriali tra i due Stati, tutte localizzate lungo il corso inferiore della Drina, per una superficie di 40,42 km².
Una di queste riguarda le zone attorno alle centrali idroelettriche "Zvornik" e "Bajina Bašta", rispettivamente nei comuni di Zvornik e Srebrenica, le cui strutture sono di proprietà serba, ma il corso d'acqua che le alimenta (la Drina) e i relativi bacini sono divisi tra i due territori.
Un secondo motivo di contenzioso riguarda l'area lungo la ferrovia Belgrado-Antivari che transita per 12 km in territorio bosniaco e che il governo serbo vorrebbe all'interno dei propri confini, mentre un terzo è relativo al comune serbo di Priboj, per il quale il governo di Belgrado vorrebbe ridisegnare la frontiera, all'interno della quale si trova l'exclave bosniaca di Međurečje.